# 初恋 (2006年の映画)
『初恋』（はつこい）は、中原みすずの同名小説を映画化した2006年の日本映画である。
1968年に発生した三億円強奪事件の実行犯である白バイ男は女子高生だったと設定し、学生運動が盛んであった日本の1960年代の若者の登場する青春映画であり、この女子高生の初恋を描く恋愛映画である。
主役・みすずを演じるのは宮﨑あおい。2006年6月10日より渋谷HUMAXシネマほか全国で公開された。

## ストーリー
実母が家を出てゆき、親類の家に預けられて育った高校生のみすずは孤独な少女だった。男に襲われそうになり警察の聴取を受けても家への連絡を拒んでいたが、ショックを受けて不安定になっていたみすずは、音信不通だった兄・リョウから手渡されたマッチに書かれている店、新宿のジャズ喫茶Bへと立ち寄り、ユカによって店内に導かれる。店内には兄を含め6人の若者がいた。立ちつくすみすずに、彼らは「面接」と称して素性を聞き出そうとする。子ども扱いし、冷たく突き放す岸にみすずは言い放つ。「大人になんかなりたくない」。そのひと言で彼女は「合格」し、リョウとは兄妹であると明かさないままたびたび「B」に入り浸ることとなる。
リョウは多数の女性たちと関係を持ってはヒモとなり、ユカは劇団で女優として活躍していたが実家やリョウとの関係に悩んでいた。テツとヤスはチンピラを暴行して金を脅し取り、ドラッグに明け暮れていた。タケシは小説家を目指し、大学生の岸は仲間内では冷めた態度から「つまらない男」だと扱われていた。
みすずは補導されそうになったところを岸に救われる。Bの仲間たちは新宿でのデモに巻き込まれ、警官たちに暴行を受け負傷する。権力に対する怒りを内に秘めていた岸は、みすずをバイク屋の柏田に紹介して運転を教え、温めていた計画を打ち明ける。みすずの力が必要だと言ってくれた岸のために、彼女はその計画を了承する。
そして1968年12月10日、白バイの警官に扮したみすずはトラブルに遭いながらも三億円の強奪に成功する。犯人は世間のヒーローとなった。みすずは岸に「もうひとりは嫌だ」と気持ちを打ち明ける。だが、岸は計画の一環として強奪した現金を添えた犯行声明を送った件を政治家である父にもみ消され、消息を絶つ。みすずは岸から紹介されたアパートで独り暮らしをしながら、身を隠す彼に再会できる日を待つ。
リョウはリンチに遭って死に、みすずは死後に兄の気遣いを知った。みすずは駆けつけた母に名乗れないまま病院を立ち去る。ある日みすずは、アパートに岸が残していた詩集のページに彼の書き込みを見つけた。そこには「B」で初めて出会った日に、岸がみすずに恋をしたことが書かれており、みすずはそれを読み号泣する。
月日が流れ、みすずは新宿の街を一人で歩く。「B」の仲間たちの多くは夭折し、岸も消息不明のまま、強奪された三億円は一枚も使われずに時効を迎える。

## キャスト
- みすず：宮﨑あおい
- 岸：小出恵介
- リョウ：宮﨑将
- ユカ：小嶺麗奈
- タケシ：柄本佑
- テツ：青木崇高
- ヤス：松浦祐也
- 黒沼弘己
- みすずの母：久我朋乃
- 近童弐吉
- 十貫寺梅軒
- 掛田誠
- 鰐淵晴子
- 柏田（バイク店店長）：藤村俊二

## スタッフ
- 監督：塙幸成
- 原作：中原みすず（『初恋』 リトル・モア刊、2002年 ISBN 4898150640）
- 脚本：塙幸成、市川はるみ、鴨川哲郎（月刊誌『シナリオ』2006年8月号、シナリオ作家協会）
- 製作者：宇野康秀
- エグゼクティブプロデューサー：河合信哉、星野有香
- Co・エグゼクティブプロデューサー：三宅澄二
- プロデューサー：水上繁雄、松岡周作
- アソシエイトプロデューサー：朴木浩美、梅川治男
- 製作エグゼクティブ：依田巽
- 撮影：藤澤順一
- 衣装：宮本茉莉
- 編集：冨田伸子
- 美術：斎藤岩男
- 照明：上田なりゆき
- 録音：山方浩
- 音楽：COIL
- 音楽プロデューサー：穂苅太郎
- 主題歌：元ちとせ「青のレクイエム」（エピックレコードジャパン）
- 挿入歌：
  - 「ブルー・シャトウ」 ジャッキー吉川とブルー・コメッツ
  - 「スワンの涙」 オックス
  - 「白い色は恋人の色」 ベッツィ&クリス
- 制作プロダクション：アン・エンタテインメント

## その他・備考
- 主なロケーションは福岡県北九州市で行われた。
- パンフレットには事件が起こった当日付けの朝日新聞夕刊一面のコピーが折り込まれている。
- パンフレットには「タケシ」を実在した中上健次だと言い切っている解説者がいる。
- 実の兄妹である宮﨑あおいと宮﨑将は、兄妹役で共演している。
- 宮崎あおいは「この物語は実話」、だと原作者の中原みすずと面会して強く感じたという。この面会は演じる上での参考にもなったと語っている。[2]